# Birsa Munda International Hockey Stadium
Le Birsa Munda International Hockey Stadium (en odia : ବିର୍ସା ମୁଣ୍ଡା ଆନ୍ତର୍ଜାତୀୟ ହକି ଷ୍ଟାଡିୟମ୍ |, et en hindi : बिरसा मुंडा अंतर्राष्ट्रीय हॉकी स्टेडियम) est un stade de hockey sur gazon en cours de construction dans la ville de Rourkela, dans l'état d'Odisha en Inde,.
Le stade, portant le nom du chef tribal et célèbre combattant de la liberté Birsa Munda, est construit pour accueillir la Coupe du monde masculine de hockey sur gazon 2023. Sa capacité totale sera de 20 000 places et sera une fois terminé le plus grand stade de hockey en Inde.

## Histoire
Lorsque l'Inde a posé sa candidature pour la Coupe du monde masculine de hockey sur gazon 2023, il a été décidé qu'un autre stade de hockey devrait être construit dans l'état d'Odisha. Le gouvernement a ensuite alloué 15 acres de terrain pour la construction du stade,. La responsabilité de la construction du stade a ensuite été confiée à Odisha Industrial Infrastructure Development Corporation (IDCO). Le président d'IDCO, Sanjay Kumar Singh, a également déclaré: "Le gouvernement d'Odisha nous a confié la construction d'un stade de classe mondiale pour la Coupe du monde de hockey masculin 2023 dans le délai imparti de 12 mois." La première pierre du stade a été posée par le ministre en chef d'Odisha, Naveen Patnaik, en février 2021.

## Coupe du monde de hockey sur gazon
Le stade international de hockey Birsa Munda est construit exclusivement pour accueillir la Coupe du monde masculine de hockey sur gazon 2023. Ce sera la quatrième fois que l'Inde accueillera cet événement et ce sera également la deuxième fois que la coupe du monde sera organisée à Odisha. La version 2023 de la coupe se tiendra conjointement entre deux villes de l'État d'Odisha, Bhubaneswar et Rourkela. Avec le Birsa Munda International Hockey Stadium, le Kalinga Stadium à Bhubaneswar sera l'autre lieu de l'événement.

## Compétitions

### Internationale

#### Hockey sur gazon
| Événement                                                     | Année | Organisateur | Date                 |
| ------------------------------------------------------------- | ----- | ------------ | -------------------- |
| Coupe du monde masculine de hockey sur gazon 2023             | 2023  | Hockey India | 13 - 29 janvier 2023 |
| Ligue professionnelle masculine de hockey sur gazon 2022-2023 | 2023  | Hockey India | 10 - 15 mars 2023    |
| Ligue professionnelle féminine de hockey sur gazon 2023-2024  | 2024  | Hockey India | 12 - 25 février 2024 |
| Ligue professionnelle masculine de hockey sur gazon 2023-2024 | 2024  | Hockey India | 12 - 25 février 2024 |